# Amphineurus (Nothormosia) spinulistylus
Amphineurus (Nothormosia) spinulistylus is een tweevleugelige uit de familie steltmuggen (Limoniidae). De soort komt voor in het Australaziatisch gebied.